# Eagle Point (Oregon)
Eagle Point az Amerikai Egyesült Államok északnyugati részén, Oregon állam Josephine megyéjében, az Oregon Route 62 mentén elhelyezkedő város. A 2020. évi népszámláláskor 9686 lakosa volt.

## Története
A 19. században egy közeli sziklaszirt a sasok kedvelt költőhelye volt; az Eagle Point nevet John Mathews lakos javasolta. Az 1872-ben megnyílt posta első vezetője Andrew McNeil volt.
Az 1872-ben épült, több mint 125 éven át működő vízimalom 1976-ban bekerült a történelmi helyek jegyzékébe. Az üzem 2015 karácsonyán leégett, de később újjáépítették. 2016. május 15-én Jim Belushi adománygyűjtő koncertet tartott. 2018-ban Patrick Duffy színész a Butte-pataki Malom Alapítvány tanácsadó testületének tagja lett.
2018-ban Daniel Cardenas rendőr lelőtte Matthew Gravest. Kelly L. Anderson és David Linthorst ügyvédek szerint az őrizetbe vétel jogtalan volt, a fegyverhasználatot szükségessé tevő eseményt pedig Cardenas viselkedése váltotta ki. A város Graves családjának 4,5 millió dollár kártérítést fizetett.

## Éghajlat
A település éghajlata mediterrán (a Köppen-skála szerint Csb).

## Népesség
| Lakosok száma | 128  | 211  | 243  | 607  | 752  | 2764 | 3008 | 4798 | 8469 | 9686 |
|               | 1920 | 1930 | 1940 | 1950 | 1960 | 1980 | 1990 | 2000 | 2010 | 2020 |

## Nevezetes személyek
- James Belushi, színész[12]
- Kim Novak, színész[13]
- Larry Lansburgh, rendező[14]
- Matt Ross, forgatókönyvíró[15]
- Nathan Pine, a légierő akadémiájának atlétikai igazgatója[16]
- Patrick Duffy, színész[17]
- Tyrone Holmes, amerikaifutball-játékos[18]

## Fordítás
- Ez a szócikk részben vagy egészben  az   Eagle Point, Oregon című angol Wikipédia-szócikk ezen változatának fordításán alapul.  Az eredeti cikk szerkesztőit annak laptörténete sorolja fel. Ez a jelzés csupán a megfogalmazás eredetét és a szerzői jogokat jelzi, nem szolgál a cikkben szereplő információk forrásmegjelöléseként.